# You Still Touch Me
You Still Touch Me – piosenka napisana i nagrana przez brytyjskiego muzyka Stinga, którą wydano w 1996 roku na drugim singlu, który promował jego piąty solowy album Mercury Falling (1996).
W lutym 1996 roku, przed wydaniem albumu i singla, Sting wykonał tę piosenkę (i „Let Your Soul Be Your Pilot”) na żywo podczas amerykańskiego programu telewizyjnego Saturday Night Live (sez. 21, odc. 14), który wyemitowano na kanale NBC.
Piosenkę umieszczono na dwupłytowej wersji albumu kompilacyjnego The Best of 25 Years (2011), który zawierał głównie solowe nagrania Stinga (pozostałe to utwory koncertowe „Message in a Bottle” i „Demolition Man” z dyskografii zespołu The Police).

## Wypowiedzi i opinie
W 1996 roku w kanadyjskim czasopiśmie muzycznym „RPM” w rubryce dotyczącej nowych wydawnictw dziennikarz Ron Rogers napisał o tym utworze: „Zbyt często piosenki takie jak «You Still Touch Me» i «I Was Brought to My Senses» wydają się płytkie, pozbawione mocnych haczyków i dużej dawki energii. Niektórzy mogą czuć rozczarowanie tą płytą, zapewne z powodu jego [dotychczas] niewyczerpanej reputacji jako autora piosenek”. Z kolei na łamach ogólnoeuropejskiego czasopisma muzycznego „Music & Media”, w podsumowaniu nowo wydanych albumów, napisano o dwu utworach z Mercury Falling: „Podnoszący na duchu klimat gospel pierwszego singla «Let Your Soul Be Your Pilot» i klasyczna dusza «You Still Touch Me» tworzą wspaniałe utwory radiowe”. W amerykańskim periodyku muzycznym „Network 40” John Kilgo zaznaczył, że według tamtejszych radiowców „[«You Still Touch Me»] ma zdecydowanie bardziej popowe brzmienie niż jego poprzedni singiel; to świetna piosenka”, a sam dziennikarz dodał, że to „przystępny numer”.
W amerykańskim czasopiśmie branżowym „Billboard” Larry Flick napisał o singlu z tą piosenką: „Świetny nowy singiel Stinga «You Still Touch Me» w formacie CD zawiera kilka bonusowych przysmaków, które warto prześledzić, w tym uroczą, krótką «Lullabye to Anxious Child» i poetycką balladę «The Pirate’s Bride». Uważajcie jednak na figlarną, rozkołysaną tajną broń «Twenty-Five to Midnight», która wcześniej pojawiła się w zagranicznej wersji najnowszego zestawu Stinga, Mercury Falling”.

## Listy przebojów
| Kraj | Lista                                | Pozycja | Źr.    |
| ---- | ------------------------------------ | ------- | ------ |
| BX   | Major Market Airplay: Benelux        | 11      | [ 9 ]  |
| EU   | Adult Contemporary Europe Top 25     | 1       | [ 10 ] |
| EU   | EHR Top 40                           | 4       | [ 11 ] |
| FRA  | Major Market Airplay: France         | 11      | [ 12 ] |
| GSA  | Major Market Airplay: GSA            | 4       | [ 13 ] |
| ES   | Major Market Airplay: Spain          | 7       | [ 13 ] |
| CA   | „RPM” Top Singles                    | 7       | [ 14 ] |
| CA   | „RPM” Adult Contemporary             | 7       | [ 15 ] |
| PL   | LP3                                  | 21      | [ 16 ] |
| PL   | Major Market Airplay: Poland         | 2       | [ 17 ] |
| SN   | Major Market Airplay: Scandinavia    | 6       | [ 18 ] |
| HU   | Major Market Airplay: Hungary        | 8       | [ 19 ] |
| IT   | Major Market Airplay: Italy          | 6       | [ 20 ] |
| GB   | Official Singles Chart Top 100       | 27      | [ 21 ] |
| GB   | Major Market Airplay: United Kingdom | 5       | [ 9 ]  |
| US   | Hot 100                              | 60      | [ 22 ] |
| US   | Hot 100 Airplay                      | 51      | [ 23 ] |
| US   | Adult Contemporary                   | 21      | [ 24 ] |
| US   | Adult Top 40 Airplay                 | 19      | [ 25 ] |

| Kraj | Lista                    | Pozycja | Źr.    |
| ---- | ------------------------ | ------- | ------ |
| CA   | „RPM” Top Singles        | 42      | [ 26 ] |
| CA   | „RPM” Adult Contemporary | 62      | [ 27 ] |